# Campeonato do Mundo de Hóquei em Patins Sub-20 de 2003
O Campeonato do Mundo de Hóquei em Patins Sub-20 de 2003 foi a 1.ª edição Oficial do Campeonato do Mundo de Hóquei em Patins Sub-20 (antes havia decorrido 2 edições não-oficiais). Esta foi a 1.ª edição desta competição organizada pelo CIRH. A cidade onde se realizou a competição foi em Montevideu no Uruguai.
.
No início desta competição, o Brasil viria a desistir, restando 9 selecções para disputar o 1.º título de Campeões Mundiais de Juniores de Hóquei em Patins, que viria a ser conquistado por Portugal.

## Fase Grupos

### Grupo A
| Equipe        | Pts | J | V | E | D | GM | GS | DG  |
| ------------- | --- | - | - | - | - | -- | -- | --- |
| Argentina     | 6   | 3 | 3 | 0 | 0 | 37 | 2  | 35  |
| Inglaterra    | 4   | 3 | 2 | 0 | 1 | 22 | 15 | 7   |
| Uruguai       | 2   | 3 | 1 | 0 | 2 | 10 | 18 | -8  |
| Nova Zelândia | 0   | 3 | 0 | 0 | 3 | 3  | 36 | -34 |

|               | Argentina | Inglaterra | Uruguai | Nova Zelândia |
| ------------- | --------- | ---------- | ------- | ------------- |
| Argentina     |           | 13-0       | 11-1    | 13-1          |
| Inglaterra    |           |            | 6-2     | 16-0          |
| Uruguai       |           |            |         | 7-1           |
| Nova Zelândia |           |            |         |               |

- Nota: Vitória valia 2 pontos.

### Grupo B
| Equipe         | Pts | J | V | E | D | GM | GS | DG  |
| -------------- | --- | - | - | - | - | -- | -- | --- |
| Portugal       | 8   | 4 | 4 | 0 | 0 | 49 | 2  | 47  |
| França         | 6   | 4 | 3 | 0 | 1 | 24 | 4  | 20  |
| Colômbia       | 4   | 4 | 2 | 0 | 2 | 7  | 20 | -13 |
| Estados Unidos | 2   | 4 | 1 | 0 | 3 | 6  | 29 | -23 |
| Austrália      | 0   | 4 | 0 | 0 | 4 | 4  | 35 | -31 |

|                | Portugal | França | Colômbia | Estados Unidos | Austrália |
| -------------- | -------- | ------ | -------- | -------------- | --------- |
| Portugal       |          | 3-0    | 15-0     | 13-1           | 18-1      |
| França         |          |        | 4-1      | 10-0           | 10-0      |
| Colômbia       |          |        |          | 3-1            | 3-0       |
| Estados Unidos |          |        |          |                | 4-3       |
| Austrália      |          |        |          |                |           |

## Fase Final

### Poule 5.º-9.º Lugar
| Pos | Equipe         | Pts | J | V | E | D | GM | GS | DG  |
| --- | -------------- | --- | - | - | - | - | -- | -- | --- |
| 5.ª | Colômbia       | 6   | 4 | 3 | 0 | 1 | 19 | 4  | 15  |
| 6.ª | Uruguai        | 6   | 4 | 3 | 0 | 1 | 24 | 7  | 17  |
| 7.ª | Estados Unidos | 4   | 4 | 2 | 0 | 2 | 26 | 14 | 11  |
| 8.ª | Austrália      | 5   | 4 | 2 | 0 | 2 | 18 | 13 | 5   |
| 9.ª | Nova Zelândia  | 0   | 4 | 0 | 0 | 4 | 6  | 54 | -48 |

|                | Colômbia | Uruguai | Estados Unidos | Austrália | Nova Zelândia |
| -------------- | -------- | ------- | -------------- | --------- | ------------- |
| Colômbia       |          | 2-1     | 5-1            | 1-2       | 11-0          |
| Uruguai        |          |         | 6-4            | 1-0       | 16-1          |
| Estados Unidos |          |         |                | 7-3       | 14-1          |
| Austrália      |          |         |                |           | 13-4          |
| Nova Zelândia  |          |         |                |           |               |

### Apuramento Campeão
|  | Semifinais | Semifinais |   |          | Final          | Final |  |
|  |            |            |   |          |                |       |  |
|  | 22 Julho   |            |   |          |                |       |  |
|  | Argentina  | 6          |   |          |                |       |  |
|  | França     | 1          |   |          |                |       |  |
|  |            |            |   |          |                |       |  |
|  |            |            |   |          | 23 Julho       |       |  |
|  |            |            |   |          | Argentina      | 3     |  |
|  |            | Portugal   | 5 |          |                |       |  |
|  |            |            |   |          |                |       |  |
|  |            |            |   |          |                |       |  |
|  |            |            |   |          | Terceiro lugar |       |  |
|  | 22 Julho   | 22 Julho   |   | 23 Julho | 23 Julho       |       |  |
|  | Portugal   | 6          |   | França   | 3              |       |  |
|  | Inglaterra | 1          |   |          | Inglaterra     | 2     |  |